# Vivaldi Technologies
Vivaldi Technologies је компанија за развој софтвера, највише позната по стварању Vivaldi прегледача. Основали су је Јон фон Течнер и Тацуки Томита. 2013. године. У јануару 2017. године компанија је имала 35 запослених, а од децембра 2018. године 41 запосленог.

## Vivaldi прегледач
Vivaldi Technologies је објавио Vivaldi прегледач као прелиминарну верзију 27. јануара 2015. године. Према речима програмера, Vivaldi прегледач је намењен напредним корисницима који желе функционални прегледач са мноштво уграђених алата уместо потраге за проширењима.
28. октобра 2015. године, Vivaldi (Јутјуб канал) је објавио два видео записа, под називом "Избор" и "Зашто правимо прегледач?", од којих је потоњи снимљен у кући иновација у Глостеру у Масачусетсу.
6. априла 2016. Vivaldi Technologies је објавио Vivaldi 1.0, прву стабилну верзију свог прегледача.

## Е-пошта
Компанија има у плану да у једну од будућих верзија Vivaldi прегледача интегрише клијент е-поште „M3”. Компанија има веб сервис за е-пошту на webmail.vivaldi.net.

## Радни простор
Седиште компаније је у Ослу, има кућу иновација у Рејкјавику и радни простор у кући иновација у Глостеру у Масачусетсу. Такође има програмере у Хелсинкију, Санкт Петербургу, Прагу и многим другим локацијама.

## Vivaldi.net
Vivaldi.net је платформа заснована на заједници која укључује елементе друштвеног умрежавања, форум, блогове и веб сервис за е-пошту.